# 海南市立日方小学校
海南市立日方小学校（かいなんしりつ ひかたしょうがっこう）は、和歌山県海南市日方にある公立小学校。海南市街を西流する日方川の南岸に位置する。

## 沿革
- 1873年（明治6年）2月1日 - 日方簡易小学校を日方208・209に設置。[1]
- 1912年（大正元年）9月1日 - 現在地に移転。
- 1941年（昭和16年）4月1日 - 日方国民学校と改称。
- 1947年（昭和22年）4月1日 - 海南市立日方小学校と改称。
- 1949年（昭和24年）3月3日 - 給食室設置。
- 1961年（昭和36年）8月12日 - プール設置。

## 通学区域
- 日方（一部）、山崎町、馬場町、築地（一部・概ね国道より北部）、井田（一部）・大野中（一部）、名高（一部）、船尾（一部）[2]

## 進学先中学校
- 海南市立海南中学校

## アクセス
- JR西日本紀勢本線海南駅から北西へ500m。

## 通学区域が隣接している学校
- 海南市立黒江小学校
- 海南市立亀川小学校
- 海南市立大野小学校
- 海南市立内海小学校